# Área de Conservação da Paisagem de Saarjärve
A Área de Conservação da Paisagem de Saarjärve é um parque natural localizado no condado de Jõgeva, na Estónia.
A área do parque natural é de 159 hectares.
A área protegida foi fundada em 1968 para proteger o Lago Saare e a floresta de Saare.